# Grameen Bank
Grameen Bank (bengaleză গ্রামীণ বাংক) este o organizație de microfinanțare și bancă de dezvoltare comunitară fondată în Bangladesh. Acordă împrumuturi mici (cunoscute sub numele de microcredit sau „grameencredit”) săracilor fără a necesita garanții.
Grameen Bank își are originea în 1976, în activitatea profesorului Muhammad Yunus de la Universitatea din Chittagong, care a lansat un proiect de cercetare pentru a studia modul de proiectare a unui sistem de livrare de credit care să ofere servicii bancare săracilor din mediul rural. În octombrie 1983, Grameen Bank a fost autorizată de legislația națională să funcționeze ca o bancă independentă.
Banca a crescut semnificativ între 2003 și 2007. În ianuarie 2011, debitorii totale ai băncii au fost de 8,4 milioane, iar 97% dintre aceștia sunt femei. În 1998, „Programul pentru locuințe cu costuri reduse” al Băncii a câștigat un premiu World Habitat. În 2006, banca și fondatorul acesteia, Muhammad Yunus, au primit împreună Premiul Nobel pentru Pace.

## Legături externe
- Grameen.com: official Grameen Bank website Arhivat în 5 februarie 2011, la Wayback Machine.
- Grameen-info.org: Grameen Bank — old website
- GramBangla.com: Australian Bangladeshi Community Grameen Support Group
- Grameen Bank: Taking Capitalism to the Poor, Mainsah, E. et al., Chazen Journal of International Business, Columbia Business School, 2004
- „Ending Global Poverty”. MIT World. Arhivat din original la 5 ianuarie 2006. Video by Muhammad Yunus talking about Grameen Bank
- Rutherford, Stuart; Maniruzzaman, Md; Sinha, S K; Acnabin & Co (februarie 2006). „Grameen II: The First Five Years, 2001–2005” (PDF). MicroSave. Arhivat din original (PDF) la 10 februarie 2017. Accesat în 13 februarie 2020.
- Grameen Bank History
- The crushing burden of microcredit F24 international report
- Grameen America – Grameen's microfinance operations in the US